# Miminegash
Miminegash est un village de pêche dans le comté de Prince sur l'Île-du-Prince-Édouard, au Canada, au nord-ouest d'Alberton. La municipalité a été incorporée en 1968. Il fait partie d'une petite région connue sous le nom soit de St. Louis, Palmer Road ou Miminegash. Cette région est souvent associée à Tignish due à l'héritage acadien des deux régions.
Le nom découle du micmac M'negash signifiant ce qui est porté.

## Communauté
La région est une source majeure et centre de traitement pour le chondrus récolté localement de la mer. Une fois traité en carraghénane, il est utilisé comme émulsifiant ou une source de lustre pour des choses comme la crème glacée, le chocolat au lait ou le rouge à lèvres. Le Seaweed Pie Cafe à Miminegash est hôte d'un centre d'interprétation du chondrus.
Miminegash est à moins de huit kilomètres des communautés suivantes :
- St. Louis
- Palmer Road
- Pleasant View
- Roseville
- St. Lawrence
- Waterford
- Skinners Pond
- Palmer Road north
- DeBlois
- St. Edward

## Démographie
| 2001 | 2006 | 2011 | 2016 |
| ---- | ---- | ---- | ---- |
| 188  | 176  | 173  | 148  |

## Liens Externes
- Government of PEI profile